# Marshawn Powell
Marshawn Powell (* 15. Januar 1990 in Newport News, Virginia, USA) ist ein US-amerikanischer Basketballspieler.

## Laufbahn
Von 2009 bis 2013 spielte Powell an der University of Arkansas für die Arkansas Razorbacks.
2013 meldete er sich zum NBA Draft an, wurde aber nicht ausgewählt.
Der Power Forward spielte für eine Saison bei Ferro-ZNTU Zaporozhye in der Ukraine und 2014 für Pieno Zvaigzdes in Litauen. 
Von 2014 bis 2016 verschlug es ihn erstmals nach Italien, wo er für Universo Treviso Baskets spielte. 
In der Saison 2016/2017 verstärkte er den Kader von Erstligist Würzburg. In seiner Zeit in Süddeutschland erzielte er im Durchschnitt 9,5 Punkte und 4,4 Rebounds pro Begegnung. 
Der 201 cm große Forward wechselte wieder zurück nach Italien und spielte 2017 erst für Violo Reggio Calabria und dann für Poderosa Basket Montegranaro. 2018 unterschrieb er beim italienischen Zweitligisten Amici Pallacenestro Udine und konnte dort durchschnittlich 15,8 Punkte und 6,1 Rebounds pro Partie erzielen.
2019 wurde der dreifache Vater vom deutschen Erstligisten Hamburg Towers verpflichtet.